# Andy Fraser
Andy Fraser (nato Andrew McLan Fraser; Londra, 3 luglio 1952 – Temecula, 16 marzo 2015) è stato un bassista inglese.
È noto per essere stato un componente del gruppo hard rock Free. Fraser ha militato nella band tra il 1968 (anno della fondazione del gruppo) e il 1971 e per parte del 1972. Oltre al basso ha suonato anche il pianoforte in alcune canzoni dei Free. Era il componente più giovane e quando uscì Tons of Sobs aveva solamente 16 anni.

## Biografia
Nato a Londra, nella zona centrale di Paddington, da padre scozzese e madre della Guyana britannica, Andrew Fraser McLan iniziò a suonare il pianoforte all'età di cinque anni e fino all'età di dodici anni, quando passò alla chitarra, ebbe una formazione classica. Dopo essere stato espulso dalla scuola nel 1968, a 15 anni, si iscrisse all'Hammersmith FE College, dove un altro studente, Sappho Korner, lo presentò a suo padre, musicista blues d'avanguardia e presentatore radio Alexis Korner, che divenne per lui una figura paterna. Poco dopo, dopo aver ricevuto una telefonata da John Mayall, che stava cercando un bassista, Korner suggerì Fraser il quale, ancora solo quindicenne, suonò così in una band professionista guadagnando 50 sterline a settimana, anche se alla fine si rivelò essere un impiego breve.
Korner fu anche determinante ai fini della successiva mossa di Fraser, che consistette nella formazione dei Free con Paul Rodgers (voce), Paul Kossoff (chitarra) e Simon Kirke (batteria). Fraser ha prodotto e co-scritto, con Rodgers, la canzone All Right Now, una hit in cima alle classifiche in oltre venti paesi. Nel 1971 Fraser formò un trio, Toby, con il chitarrista Adrian Fisher (in seguito con gli Sparks), e il batterista Stan Speake. Materiale è stato registrato ma non pubblicato, e Fraser rientrò nei Free nel mese di dicembre 1971.
Negli ultimi anni si era dedicato a numerose attività umanitarie presso associazioni no-profit contro la schiavitù minorile nel mondo. Muore il 16 marzo 2015, all'età di 62 anni, per un cancro e per le complicanze dell'AIDS: le cause ufficiali della morte sono da attribuire a un attacco cardiaco generato da ipertensione cardiovascolare aterosclerotica.